# Batman, The Dark Knight III: The Master Race
The Dark Knight III: The Master Race, publicada como Batman: Caballero Oscuro III: La Raza Superior, es una miniserie de DC Comics escrita por Frank Miller y Brian Azzarello e ilustrada por Frank Miller, Andy Kubert, y Klaus Janson.
Es una secuela de la miniserie Batman: The Dark Knight Strikes Again , continuando la historia de un Bruce Wayne ya mayor que lucha por mantener su identidad de justiciero con la ayuda de su compañera Carrie Kelley (Robin) y con un conjunto de personajes de DC Comics que incluyen a Superman, Green Lantern, y Wonder Woman. Han pasado tres años de la guerra contra Lex Luthor, y Batman lleva desaparecido desde entonces. Ahora, está a punto de hacer un retorno triunfal… ¿enfrentándose a la policía de Gotham City? Mientras tanto, Lara, la hija de Superman y Wonder Woman, recurre a Ray Palmer para que le ayude devolver a su tamaño original la ciudad de Kandor. La situación dara un vuelco cuando los Kandorianos que todavía siguen vivos pretendan convertirse en los nuevos dioses de la Tierra.

## Secuela
Inicialmente esta miniserie pretendía ser una conclusión para la serie Caballero Oscuro que empezó conThe Dark Knight Returns, pero en noviembre de 2015 Frank Miller anunció que había planeado hacer cuatro miniseries para concluir la historia. "Aplaudo completamente lo que Brian Azzarello esta haciendo," dijo "Pero ahora que esta haciendo 'The Dark Knight III, es ahora una miniserie de cuatro partes. Estoy haciendo la cuarta."